# Texas Terror
Pour plus de détails, voir Fiche technique et Distribution.
Texas Terror est un western américain réalisé par Robert N. Bradbury, sorti en 1935.

## Synopsis
Le shérif John Higgins poursuit des bandits qui viennent de dérober de l'argent. Ceux-ci se réfugient chez Dan Mathews, le meilleur ami de John. Le shérif arrive sur les lieux et parvient à tirer sur un brigand posté à la fenêtre. Lorsqu'il entre dans la pièce, c'est Dan que John trouve mort en bas de la fenêtre. Dégoûté d'avoir tué son ami, John démissionne de son poste et décide de quitter la ville.
C'est Ed Williams, un ami de John et Dan, qui hérite du badge de shérif. Avant de mourir, Dan venait de retirer ses économies de la banque pour les investir dans son ranch dans le but de le léguer à sa fille Bess. Ayant trouvé l'argent sur le corps de son ami défunt, John le confie à Ed pour qu'il le remette à Bess lorsqu'elle se présentera pour hériter du ranch.
Quelque temps plus tard, Bess arrive effectivement vers la ville, mais la voiture qui la transporte est attaquée par les mêmes bandits qui tuent le chauffeur pour dérober de l'argent qui était convoyé. Elle réussit à se cacher, et c'est John qui passe par là, qui l'aide à s'enfuir et récupère l'argent. Dans le feu de l'action, la fille croit que John fait partie des malfrats. Mais elle ne voit pas son visage sali par la bagarre.
Ed parvient à convaincre John de devenir le contremaître de Bess pour l'aider à faire vivre son ranch. Il accepte et devient de plus en plus proche de la demoiselle. Mais celle-ci ignore deux choses sur lui : il est le bandit qu'elle n'a pas reconnu, et il est l'homme qui a tué son père. La bande de hors-la-loi se sert de ce secret pour monter Bess contre John. Ils tentent alors de la manipuler pour lui voler son bétail.
Grâce au numéro de série d'un billet issu du premier vol, les gredins sont identifiés. John réussit à obtenir des aveux et apprend que ce n'est pas lui qui a abattu son ami Dan.

## Fiche technique
- Titre original : Texas Terror
- Réalisation : Robert N. Bradbury
- Scénario : Robert N. Bradbury
- Directeur technique : E. R. Hickson
- Photographie : William Hyer et Archie Stout (non crédité)
- Son : Dave Stoner, Ralph Shugart
- Montage : Carl Pierson
- Production : Paul Malvern
- Société de production : Lone Star Productions
- Société de distribution : Monogram Pictures
- Pays d'origine:  États-Unis
- Langue originale : anglais
- Format : Noir et blanc - 1,37:1 -35 mm - Son Mono (Balsley and Phillips Recording System)
- Genre : Western
- Durée : 51 minutes
- Date de sortie : 1er février 1935
- Licence : Domaine public

## Distribution
- John Wayne : John Higgins
- Lucile Browne : Bess Mathews
- Leroy Mason : Joe Dickson

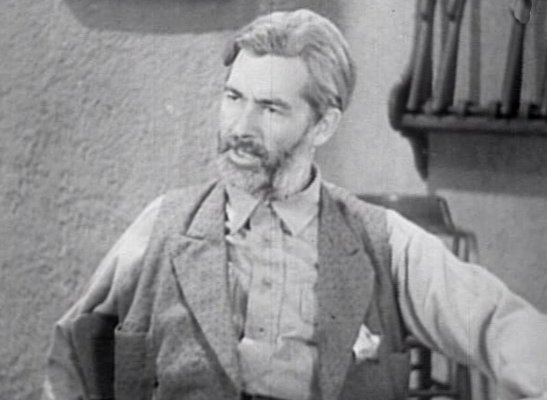
Gabby Hayes dans le rôle du shérif

- Fern Emmett : la tante Martha Hubbard
- Gabby Hayes : le shérif Ed Williams
- Buffalo Bill Jr. : Blackie Martin
- John Ince : Bob, le forgeron
- Henry Roquemore : Initiateur de la danse
- Jack Duffy : Jake Abernathy